# Липецкий, Алексей Владимирович
Алексе́й Влади́мирович Ли́пецкий (настоящая фамилия — Ка́менский; 1887—1942) — липецкий поэт, прозаик и художник.
Каменский родился 8 февраля 1887 года в Липецке. В доме на Канавной улице (ныне улица Скороходова) прошли его детские годы. Его отец-крестьянин был приказчиком торгового двора и заслужил титул «Личный почётный гражданин Липецка». Сам Каменский с детства начал заниматься литературой. После окончания Липецкого уездного училища он уехал в Санкт-Петербург, где поступил в художественную школу, но не окончил её из-за болезни.
В 1906 году в одной из городских типографий напечатали его первый сборник «Начало». В нём были опубликованы стихотворения на тему революционных событий 1905 года.
В 1909 году поэт переезжает в Санкт-Петербург.
В 1911 году выходит повесть «Надя Данкова».
С творчеством поэта был хорошо знаком Есенин, он упоминает его в своей статье «Ярославны плачут» (1915) и в письме к  Александру Ширяевцу. Ивановский поэт Николай Колоколов, друживший с Есениным, вспоминает такой случай: "Попались Есенину на глаза стихи А. Липецкого: «Потух закат на меди храмов./ Луна незримою рукой/ Как череп выткала Адамов/ На плащанице мировой». Прочитал Есенин эти строчки и говорит: «Вот хороший поэт Липецкий и хорошие образы дает в своих стихах, а известным поэтом он все же не станет».
Перед революцией 1917 года А. В. Каменский возвращается в родной город Липецк, где начинает заниматься просветительской работой.
В 1928 году выходит первое крупное произведение — повесть «Сибирка». В 1928 году выходит роман «Наперекор», где Липецкий изображает проникновение в деревню новых социалистических отношений, напряжённость борьбы нового уклада жизни со старым. В том же году вышел сборник «Молью тронутые», в котором писатель высмеивает мещанство, обывательщину и приспособленчество. Картины строительства сельской электростанции изображены А. Липецким в романе «Мельница в Карташове» (1931).
Рассказы Липецкого неоднократно печатались в журнале «Безбожник». В качестве примера можно привести рассказы «Циклон» ("Безбожник" №1, январь 1926, сс. 11-12) и «Приплод» («Безбожник» №4, февраль 1926, сс.2-3), в которых автор поднимает проблему непонимания между старшими — верующими — поколениями и младшими — неверующими, а также рассказывает о проникновении научного мировоззрения и научных достижений в жизнь русской деревни.
Много тёплых строк посвятил Липецкий природе родного края (стихотворения «Каменный лог», «Матыра»).
Талант Липецкого был разносторонним. Он хорошо владел не только искусством слова, но и кистью. Его картина «Поздняя осень» получила высокую оценку в художественной среде.
Умер Каменский 30 октября 1942 года во время Великой Отечественной войны.

## Адреса
В 1917—1924 годах Алексей Липецкий жил в Диком в Комсомольском проезде, 14. Сегодня деревянный дом снесён.